# Millon Wolde
Millon Wolde (Adís Abeba, Etiopía, 17 de marzo de 1979) es un corredor de fondo etíope que se proclamó campeón olímpico de los 5.000 metros en los Juegos de Sídney de 2000.
Con solo 17 años participó en 1996 en los Mundiales Junior de Sídney, donde acabó 6.º en la prueba de 3.000 m obstáculos. Ese año también fue 8.º en el Campeonato del Mundo Junior de cross-country disputado en Ciudad del Cabo, Sudáfrica.
En los siguientes Mundiales Junior, celebrados en 1998 en Annecy, Francia, ganó el oro en los 5.000 metros. También ese año se proclamó campeón del mundo Junior de cross-country en Marrakech, sobre una distancia de 8 km
Su primer gran éxito en categoría senior fue la medalla de bronce de los 3.000 metros en los Mundiales en pista cubierta de Maebashi 1999. En los mundiales al aire libre de Sevilla de ese mismo año, acabó 8.º en los 5.000 m
El mayor éxito de su carrera deportiva fue la medalla de oro de los 5.000 metros en los Juegos Olímpicos de Sídney 2000, con solo 22 años. A priori no estaba entre los grandes favoritos, pero se benefició de un ritmo de carrera inusualmente lento, que le permitió llegar con los líderes a la última vuelta. A falta de 200 metros lanzó su ataque definitivo y ganó con 13:35,49, en lo que era la final más lenta desde los Juegos de México 1968. La medalla de plata fue para el argelino Ali Saidi-Sief y el bronce para el marroquí Brahim Lahlafi.
En los Mundiales de Edmonton 2001, ganó la medalla de plata tras el keniano Richard Limo.
Después no ha vuelto a participar en grandes competiciones ni a conseguir resultados destacables.